# Eric Nattress
Eric James Natress dit « Ric » Nattress (né le 25 mai 1962 à Hamilton, dans la province de l'Ontario au Canada) est un joueur professionnel canadien de hockey sur glace.

## Carrière en club
En 1979, il commence sa carrière avec les Alexanders de Brantford dans la AHO. Il est choisi au cours du repêchage d'entrée 1980 dans la Ligue nationale de hockey par les Canadiens de Montréal en 2e ronde, en 27e position. Il passe professionnel avec les Voyageurs de la Nouvelle-Écosse dans la Ligue américaine de hockey en 1981.

## Statistiques
| Saison     | Équipe                          | Ligue      |     | Saison régulière | Saison régulière | Saison régulière | Saison régulière | Saison régulière |   | Séries éliminatoires | Séries éliminatoires | Séries éliminatoires | Séries éliminatoires | Séries éliminatoires |
| Saison     | Équipe                          | Ligue      | PJ  | B                | A                | Pts              | Pun              | PJ               | B | A                    | Pts                  | Pun                  |                      |                      |
| 1978-1979  | Huskies de Hamilton             | OMHA       | 40  | 21               | 28               | 49               | 76               | -                | - | -                    | -                    | -                    |                      |                      |
| 1979-1980  | Alexanders de Brantford         | AHO        | 65  | 3                | 21               | 24               | 94               | 11               | 1 | 6                    | 7                    | 38                   |                      |                      |
| 1980-1981  | Alexanders de Brantford         | LHO        | 51  | 8                | 34               | 42               | 106              | 6                | 1 | 4                    | 5                    | 19                   |                      |                      |
| 1981-1982  | Alexanders de Brantford         | LHO        | 59  | 11               | 50               | 61               | 126              | 11               | 3 | 7                    | 10                   | 17                   |                      |                      |
| 1981-1982  | Voyageurs de la Nouvelle-Écosse | LAH        | -   | -                | -                | -                | -                | 5                | 0 | 1                    | 1                    | 7                    |                      |                      |
| 1982-1983  | Voyageurs de la Nouvelle-Écosse | LAH        | 9   | 0                | 4                | 4                | 16               | 2                | 0 | 0                    | 0                    | 0                    |                      |                      |
| 1982-1983  | Canadiens de Montréal           | LNH        | 40  | 1                | 3                | 4                | 19               | 3                | 0 | 0                    | 0                    | 10                   |                      |                      |
| 1983-1984  | Canadiens de Montréal           | LNH        | 34  | 0                | 12               | 12               | 15               | -                | - | -                    | -                    | -                    |                      |                      |
| 1984-1985  | Canadiens de Montréal           | LNH        | 5   | 0                | 1                | 1                | 2                | 2                | 0 | 0                    | 0                    | 2                    |                      |                      |
| 1984-1985  | Canadiens de Sherbrooke         | LAH        | 72  | 8                | 40               | 48               | 37               | 16               | 4 | 13                   | 17                   | 20                   |                      |                      |
| 1985-1986  | Blues de Saint-Louis            | LNH        | 78  | 4                | 20               | 24               | 52               | 18               | 1 | 4                    | 5                    | 24                   |                      |                      |
| 1986-1987  | Blues de Saint-Louis            | LNH        | 73  | 6                | 22               | 28               | 24               | 6                | 0 | 0                    | 0                    | 2                    |                      |                      |
| 1987-1988  | Flames de Calgary               | LNH        | 63  | 2                | 13               | 15               | 37               | 6                | 1 | 3                    | 4                    | 0                    |                      |                      |
| 1988-1989  | Flames de Calgary               | LNH        | 38  | 1                | 8                | 9                | 47               | 19               | 0 | 3                    | 3                    | 20                   |                      |                      |
| 1989-1990  | Flames de Calgary               | LNH        | 49  | 1                | 14               | 15               | 26               | 6                | 2 | 0                    | 2                    | 8                    |                      |                      |
| 1990-1991  | Flames de Calgary               | LNH        | 58  | 5                | 13               | 18               | 63               | 7                | 1 | 0                    | 1                    | 2                    |                      |                      |
| 1991-1992  | Flames de Calgary               | LNH        | 18  | 0                | 5                | 5                | 31               | -                | - | -                    | -                    | -                    |                      |                      |
| 1991-1992  | Maple Leafs de Toronto          | LNH        | 36  | 2                | 14               | 16               | 32               | -                | - | -                    | -                    | -                    |                      |                      |
| 1992-1993  | Flyers de Philadelphie          | LNH        | 44  | 7                | 10               | 17               | 29               | -                | - | -                    | -                    | -                    |                      |                      |
| Totaux LNH | Totaux LNH                      | Totaux LNH | 536 | 29               | 135              | 164              | 377              | 67               | 5 | 10                   | 15                   | 68                   |                      |                      |

## En équipe nationale
| Année | Équipe | Compétition          |   | PJ | B | A | Pts | Pun               |  | Résultat |
| 1991  | Canada | Championnat du monde | 7 | 0  | 1 | 1 | 4   | Médaille d'argent |  |          |

## Trophées et distinctions

### Ligue américaine de hockey
- Il remporte la Coupe Calder avec les Canadiens de Sherbrooke en 1984-1985.

### Ligue nationale de hockey
- Il gagne la Coupe Stanley avec les Flames de Calgary en 1988-1989.

## Transactions en Carrières
- Le 13 juin 1979, Son droit de repêchage est échangé aux Canadiens de Montréal par les Oilers d'Edmonton en retour de Dave Lumley et Dan Newman.

- Le 7 octobre 1985, il est échangé aux Blues de Saint-Louis par les Canadiens de Montréal en retour de l'argent.

- Le 13 juin 1987, il est échangé aux Flames de Calgary par les Blues de Saint-Louis en retour d'un choix de 4e ronde au repêchage de 1987 et d'un choix de 5e ronde au repêchage de 1988.

- Le 2 janvier 1992, il est échangé aux Maple Leafs de Toronto par les Flames de Calgary avec Doug Gilmour, Jamie Macoun, Kent Manderville et de Rick Wamsley en retour de Craig Berube, Alexander Godynyuk, Gary Leeman, Michel Petit et de Jeff Reese.

- Le 21 août 1992, il signe avec les Flyers de Philadelphie.

## Vie personnelle
Son fils, Justin Nattress joue une saison professionnelle avec Lumberjacks de Muskegon  dans la LIH.